# 4215 Kamo
4215 Kamo este un asteroid din centura principală, descoperit pe 14 noiembrie 1987 de Seiji Ueda și Hiroshi Kaneda.